# Arriance
Arriance là một xã trong vùng Grand Est, thuộc tỉnh Moselle, quận Boulay-Moselle, tổng Faulquemont. Tọa độ địa lý của xã là 49° 01' vĩ độ bắc, 06° 29' kinh độ đông. Arriance có điểm thấp nhất là 233 mét và điểm cao nhất là 294 mét. Xã có diện tích 6,98 km², dân số vào thời điểm 2004 là 234 người; mật độ dân số là 34 người/km². Arriance nằm khoảng 19 km về phía nam của Boulay-Moselle.

## Thông tin nhân khẩu
| 1962 | 1968 | 1975 | 1982 | 1990 | 1999 |
| ---- | ---- | ---- | ---- | ---- | ---- |
| 182  | 186  | 165  | 225  | 213  | 226  |